# Radehova
Radehova je naselje v Občini Lenart.
Radehovo sestavljata razpotegnjeno obcestno jedro ob sotočju potokov Globovnice in Velke ter razloženi del ob cesti Lenart-Zgornja Senarska. Poleg živinoreje je pomemben vir dohodka zaposlitev v bližnjem Lenartu in Mariboru. Kraj se prvič omenja leta 1115. Zaselek Perka Fara severno nad zajezitvenim jezerom na Globovnici (jezero Radehova) je bil nekoč pomembno zatočišče protestantov, sekte skakačev. Zaradi njihove dejavnosti je kapelo dala oblast večkrat požgati.

## Galerija
- Podružnična cerkev Sv. Marije v Radehovi
- Pogled na jezero Radehova
- Breznikova kapela